# Шеркейца
Шеркейца (рум. Șercăița) — село у повіті Брашов в Румунії. Входить до складу комуни Шинка.
Село розташоване на відстані 164 км на північний захід від Бухареста, 39 км на захід від Брашова.

## Населення
За даними перепису населення 2002 року у селі проживали 755 осіб. Рідною мовою 753 особи (99,7%) назвали румунську.
Національний склад населення села:
| Національність | Кількість осіб | Відсоток |
| -------------- | -------------- | -------- |
| румуни         | 516            | 68,3%    |
| цигани         | 237            | 31,4%    |